# The Valet's Wife
Pour plus de détails, voir Fiche technique et Distribution.
The Valet's Wife est un film muet américain réalisé par D. W. Griffith, sorti en 1908.

## Synopsis
Un célibataire essaye de faire croire à son oncle qu'il est marié et a un enfant.

## Fiche technique
- Titre : The Valet's Wife
- Réalisation et scénario : D. W. Griffith
- Société de production et de distribution : American Mutoscope and Biograph Company[1]
- Photographie : Arthur Marvin et G. W. Bitzer
- Pays de production :  États-Unis
- Format[2] : Noir et blanc - Muet - 1,33:1 ou 1,37:1[3] - 35 mm[3],[4]
- Longueur de pellicule : 508 pieds (155 mètres[4])
- Date de sortie : 1er[3] ou 5 décembre 1908

## Distribution
Les noms des personnages proviennent de l'Internet Movie Database.
- Florence Lawrence : l'infirmière
- Arthur V. Johnson : Révérend Haddock
- Mack Sennett : Reggie Van Twiller
- Mabel Stoughton
- Harry Solter : le facteur / l'agent d'adoption
- Robert Harron : le valet de chambre
- Guy Hedlund
- Owen Moore
- Charles Avery : M. Tubbs[3],[5]
- George Gebhardt : l'invité au dîner[3],[5]

## Autour du film
Les scènes du film ont été tournées les 10 et 13 novembre 1908 dans le studio de la Biograph à New York.